# Joseph Anthony Gray

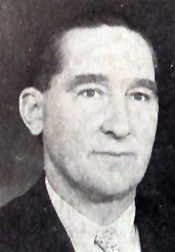
Joseph Anthony Gray (1934)

Joseph Anthony Gray (* 25. Februar 1884 in Susquehanna, Cambria County, Pennsylvania; † 8. Mai 1966 in Spangler, Pennsylvania) war ein US-amerikanischer Politiker. Zwischen 1935 und 1939 vertrat er den Bundesstaat Pennsylvania im US-Repräsentantenhaus.

## Werdegang
Joseph Gray besuchte die öffentlichen Schulen seiner Heimat und danach die St. Benedict’s School in Carrolltown. Im Jahr 1905 absolvierte er das Eastman College in Poughkeepsie (New York). Dazwischen diente er zwischen 1900 und 1903 in verschiedenen Einheiten der US Army. Nach einem Jurastudium und seiner 1910 erfolgten Zulassung als Rechtsanwalt begann er in Ebensburg in diesem Beruf zu arbeiten. Gleichzeitig schlug er als Mitglied der Demokratischen Partei eine politische Laufbahn ein. In den Jahren 1913 und 1914 war er Abgeordneter im Repräsentantenhaus von Pennsylvania. Von 1916 bis 1920 war er Präsident des Gesundheitsausschusses. Seit 1920 betrieb er in Spangler ein Kino. Von 1930 bis 1934 war er dort auch Schuldirektor.
Bei den Kongresswahlen des Jahres 1934 wurde Gray im 27. Wahlbezirk von Pennsylvania in das US-Repräsentantenhaus in Washington, D.C. gewählt, wo er am 3. Januar 1935 die Nachfolge des Republikaners Nathan Leroy Strong antrat. Nach einer Wiederwahl konnte er bis zum 3. Januar 1939 zwei Legislaturperioden im Kongress absolvieren. Während dieser Zeit wurden dort weitere New-Deal-Gesetze der Roosevelt-Regierung verabschiedet. 1935 wurden erstmals die Bestimmungen des 20. Verfassungszusatzes angewendet, wonach die Legislaturperiode des Kongresses jeweils am 3. Januar endet bzw. beginnt.
1938 wurde Joseph Gray nicht wiedergewählt. Zwei Jahre später bewarb er sich erfolglos um die Rückkehr in den Kongress. Zwischen 1939 und 1943 saß er im Stadtrat von Spangler. Ansonsten praktizierte er wieder als Anwalt; außerdem gab er die Wochenzeitung The Conservative heraus. Er starb am 8. Mai 1966 in Spangler, wo er auch beigesetzt wurde.